# 鷺宮
鷺宮（日语：／ Saginomiya */?）是東京都中野區的地名。現行行政地名為鷺宮一丁目至鷺宮六丁目。已實施住居表示。2013年10月1日為止的人口有16,015人。 郵遞區號165-0032。

## 地理
位於中野區西北部。町域東鄰中野區野方、丸山。北接練馬區中村南、中野區上鷺宮。南連中野區若宮、白鷺。西通杉並區井草。主要道路有新青梅街道與中杉通。車站周邊可見商店，其他多為住宅區。行政地名的正式寫法為「鷺宮」，站名寫作「鷺ノ宮」，有些情況下寫作「鷺の宮」。

## 歷史

### 地名由來
1064年，源賴義在此地建造祭祀八幡神的神社（現在的鷺宮八幡神社）。神社有許多鷺棲息而被稱為「鷺宮大明神」，之後成為此地地名。

### 沿革
鷺宮於江戶時代屬多摩郡上鷺宮村、下鷺宮村一部分。上鷺宮村是今川直房領地，下鷺宮村是幕府直轄領。
於1889年（明治22年），鷺宮為東京府東多摩郡野方村大字上鷺宮、下鷺宮。1927年（昭和2年），本町的西武村山線（1952年改稱西武新宿線）鷺之宮站開業。於1932年（昭和7年），東京府東京市中野區鷺宮一丁目，三丁目，四丁目，五丁目，六丁目正式成立。
於1937年（昭和12年），府立家政站正式開業（1943年改稱都立家政站）。於1942年（昭和17年），西鷺宮站開業（於1944年關閉，於1953年廢止）。1965年（昭和40年），新青梅街道以南的舊鷺宮五丁目、六丁目，西武新宿線以北的舊鷺宮一丁目、三丁目、四丁目、六丁目實施住居表示，為現行的鷺宮一丁目至六丁目（舊鷺宮一部分編入丸山二丁目、野方六丁目等）。於2005年（平成17年），社區巴士「なかのん」開始運行。提升本地前往中野區役所方面的便利性。

## 交通
町域內有西武新宿線都立家政站與鷺之宮站。西端鷺宮六丁目近下井草站。

## 設施
- 中野區鷺宮區民活動中心
  - 鷺宮圖書館
- 中野區鷺宮健康福祉中心（すこやか福祉センター）
- 東京消防廳野方消防署鷺宮出張所（救急隊1）
- 中野區立第八中學校
- 中野區立鷺宮小學校
- 西京信用金庫鷺宮支店
- OK（オーケー）中杉中央店
- Peacock Square（ピーコックストア）都立家政店
  - CAN DO（キャンドゥ）
- TSUTAYA
- 松屋食品
- 摩斯漢堡
- Riso教育（リソー教育）

## 備註
1. ↑  .   [2013-10-09]. （原始内容存档于2015-06-10）.
2. ↑  鷺宮八幡神社内的導遊板。
3. ↑  中野區『中野區史 上巻』，1943年。
4. 1 2 3 4  鷺宮の歴史をたどる会『鷺宮の歴史をたどる』中野區鷺宮地域センター，2001年。